# Gobiodon okinawae

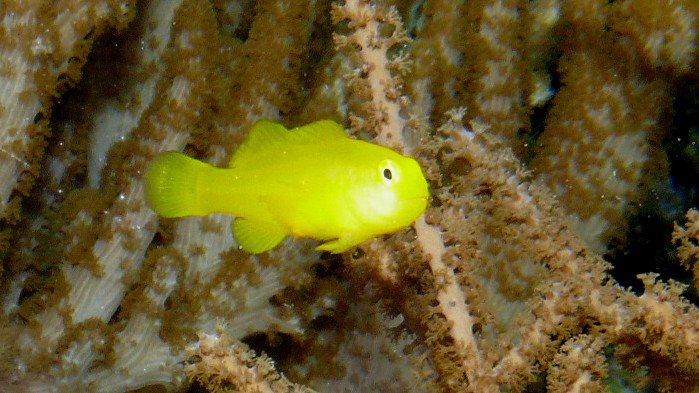
G. okinawae nadando.

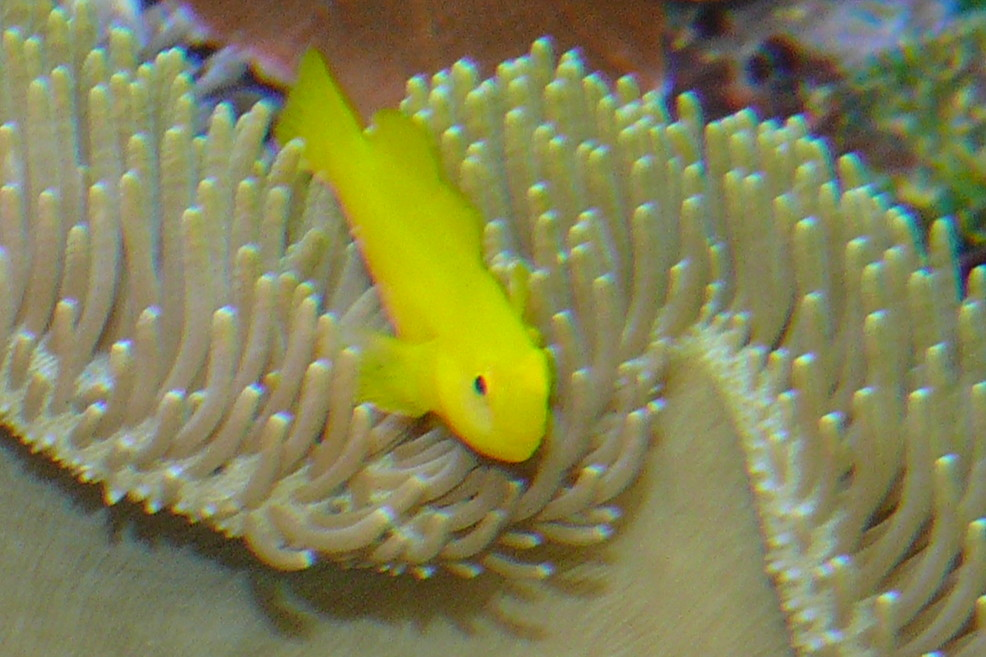
Otro ejemplar de G. okinawae nadando.

Gobiodon okinawae es una especie de peces de la familia de los Gobiidae en el orden de los Perciformes.

## Morfología
Los machos pueden llegar a alcanzar los 3,5 cm de longitud total.

## Distribución geográfica
Se encuentra desde el sur del Japón hasta el sur de la Gran Barrera de Coral, República de Palau Islas Marshall.

## Observaciones
Es inofensivo para los humanos.